# Marianne Stokes

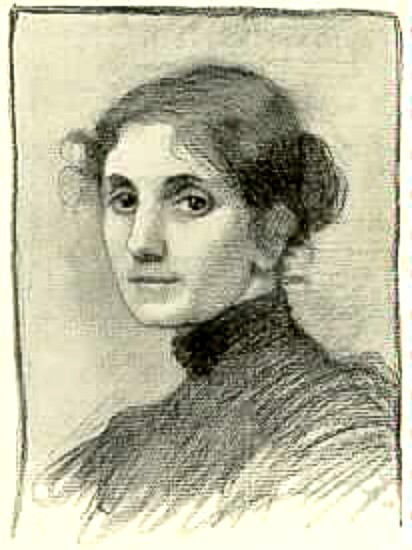
Zelfportret van Marianne Stokes

Marianne Stokes, geboren Marianne Preindlsberger (Graz, 19 januari 1855 – Londen, 13 augustus 1927) was een Oostenrijks-Brits kunstschilderes. Aanvankelijk schilderde ze in een naturalistische stijl, later, toen ze in Engeland woonde, werd haar werk sterk beïnvloed door de prerafaëlieten.

## Leven en werk
Preindlsberger groeide op in Graz in de begoede middenklasse. Door haar ouders werd ze gestimuleerd in haar artstieke ontwikkeling en ze volgde tekenlessen aan de plaatselijke academie. Ze studeerde gedurende vijf jaar kunst aan de Academie voor Beeldende Kunsten in München, waar ze verbleef bij een tante. In 1880 was ze in Parijs waar ze lessen volgde aan de Académie Trélat en in 1882 aan de Académie Colarossi. Ze studeerde ook aan de École nationale supérieure des beaux-arts te Parijs onder Pascal Dagnan-Bouveret (1852-1929) en Gustave Courtois (1853-1923). Ze schilderde vooral in Parijs en op het platteland, in een rustieke naturalistische stijl, vaak landschappen, onder invloed van Jules Bastien-Lepage en Jean-François Millet.
In 1883 verbleef Preindlsberger samen met de Finse kunstschilderes Helene Schjerfbeck in Pont-Aven en leerde daar de Engelse schilder Adrian Scott Stokes kennen, met wie ze in 1884 trouwde in Graz. Het paar vestigde zich in Engeland en Preindlsberger, inmiddels mrs. Stokes, had daar in 1885 succes met de expositie van haar schilderij Reflection in de Royal Academy of Arts. Dit schilderij was ook haar eerste tentoongesteld werk geweest op de Parijse Salon van 1883. Ook exposeerde ze in de Grosvenor Gallery, de New Gallery en Society of British Artists. De Stokes woonden vanaf 1886 in St. Ives (Cornwall) en werden lid van de Newlyn School. In deze jaren groeide Marianne uit tot een van de meest toonaangevende vrouwelijke kunstenaars van het victoriaanse Engeland.
Vanaf 1887 schakelde Stokes niettemin van haar naturalistische stijl geleidelijk over op meer Middeleeuwse, mythische en Bijbelse thema’s, onder invloed van de prerafaëlieten en een bezoek aan Italië: veelal ‘platte’ composities in tempera en gesso, vaak de impressie van een fresco gevend. Hiermee gaf ze ook uitdrukking aan haar diepe, katholieke geloof. In 1899 reisde ze samen met haar man naar Nederland en vanaf 1905 ook regelmatig naar Oostenrijk, Slowakije en de Karpaten, waar ze vooral werken in waterverf maakte van de plaatselijke bevolking en omgeving. In 1923 werd ze opgenomen als lid van de Royal Watercolor Society.
Veel werk van Stokes bevindt zich momenteel in de Tate Gallery te Londen en in het Wallraf-Richartz-Museum te Keulen.

## Galerij

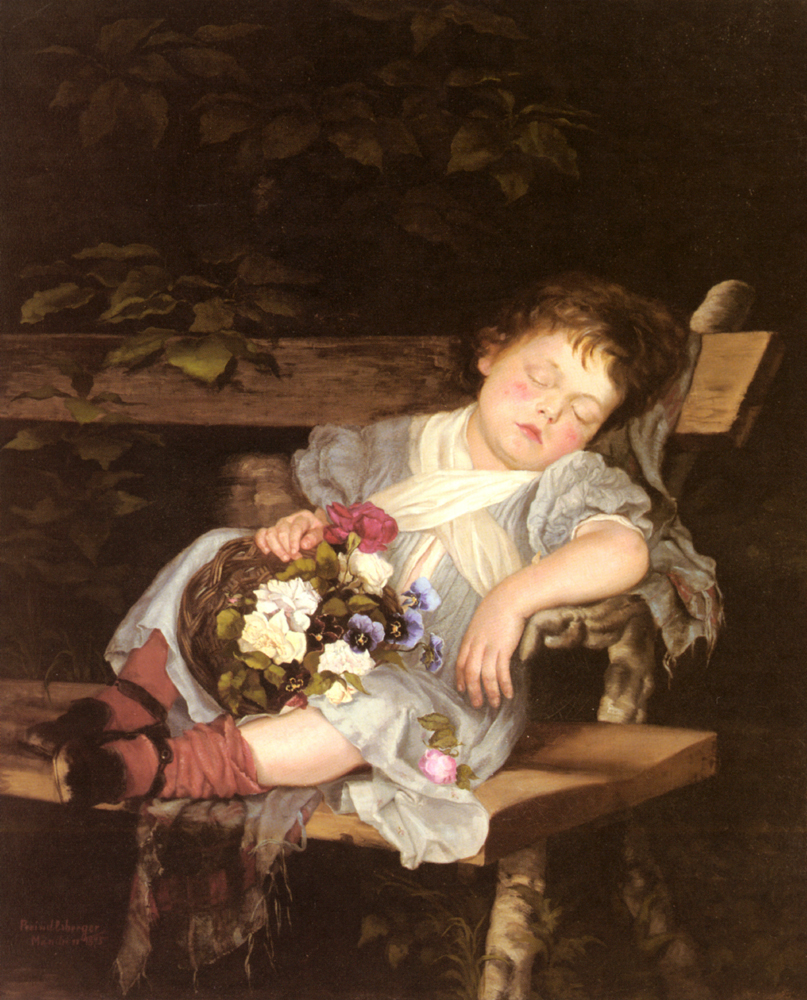
Zoete dromen, 1875
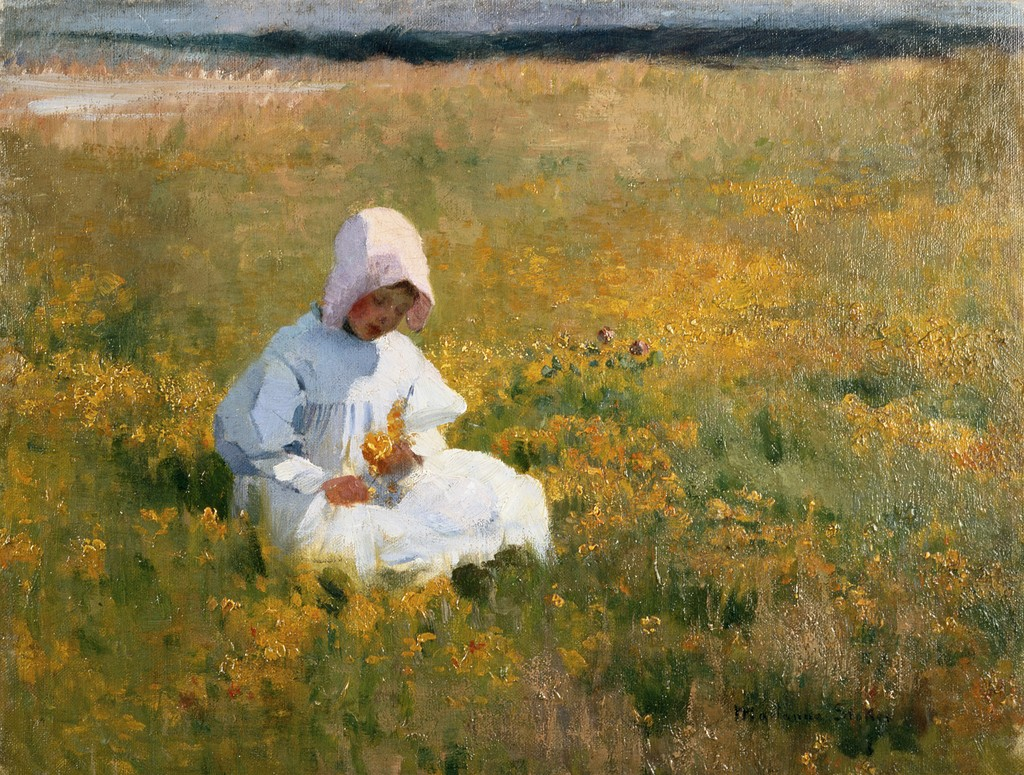
In de weide
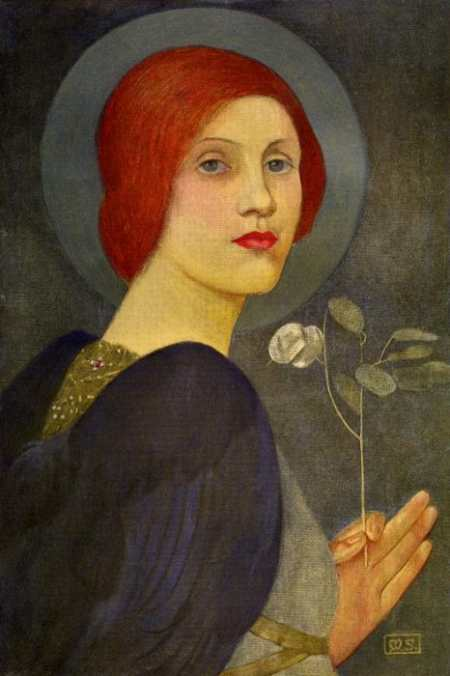
Een engel
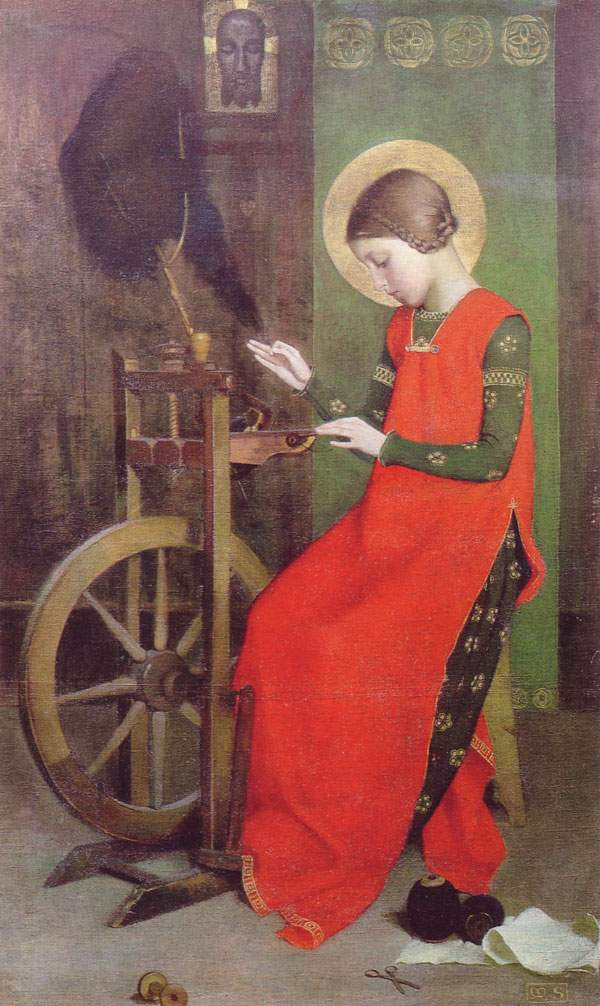
St.-Elisabeth van Hongarije spint voor de armen
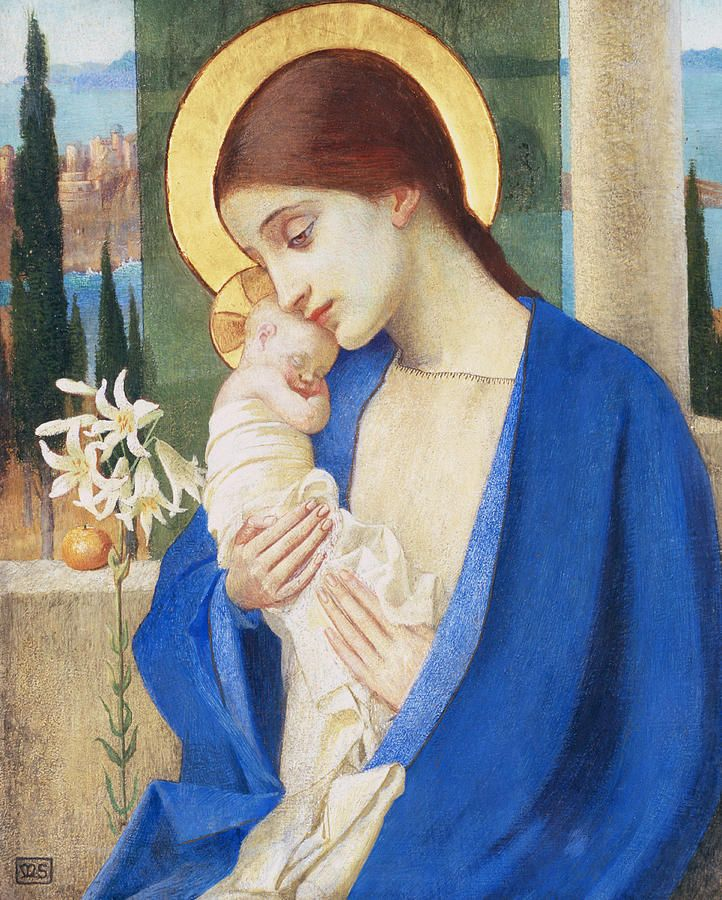
Madonna met kind
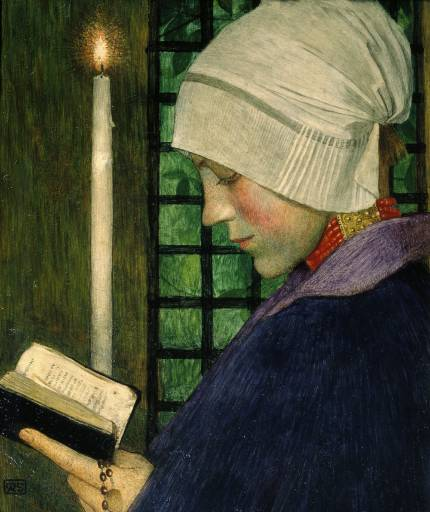
Maria-Lichtmis
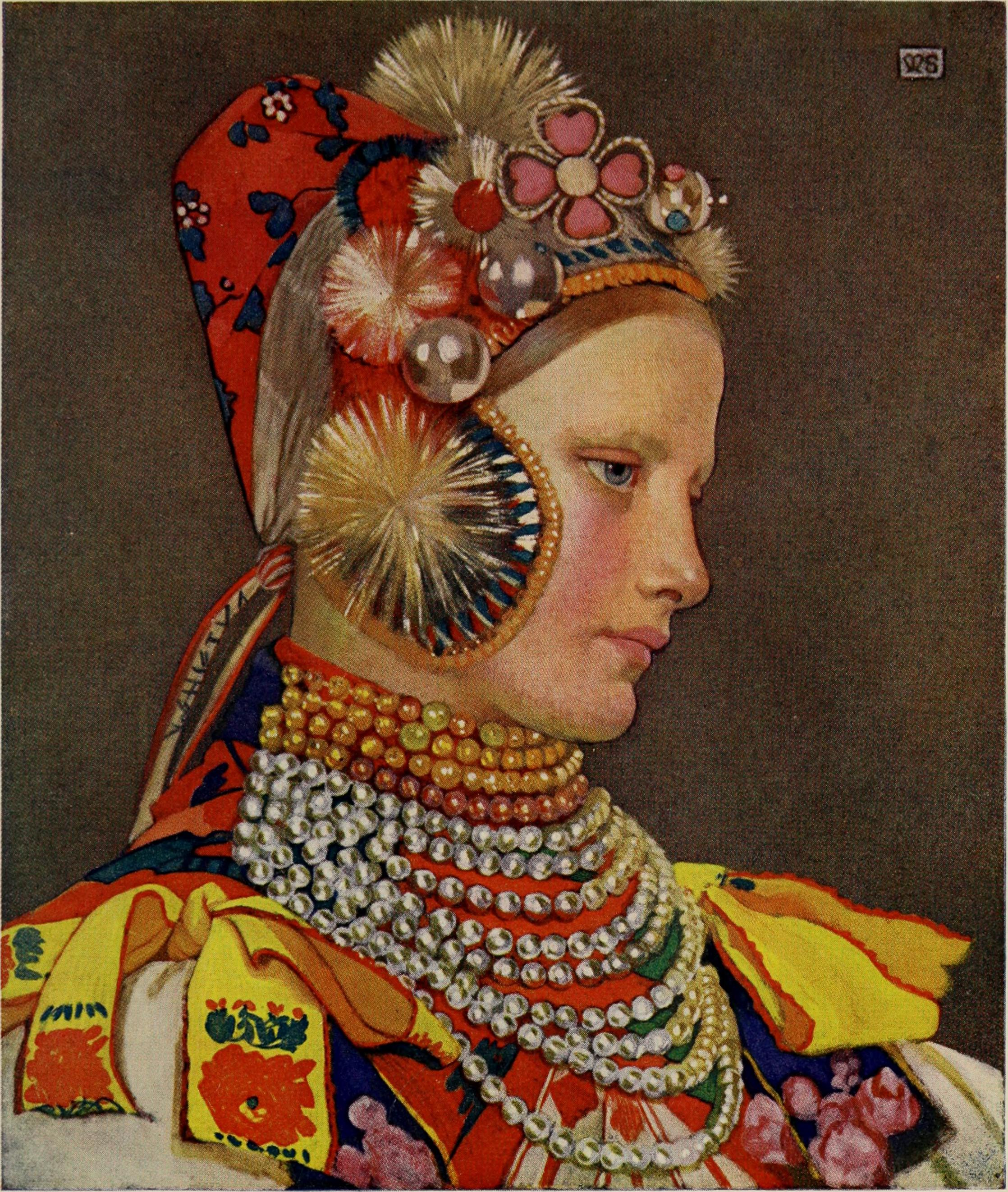
Portret geschilderd in Slowakije, 1905
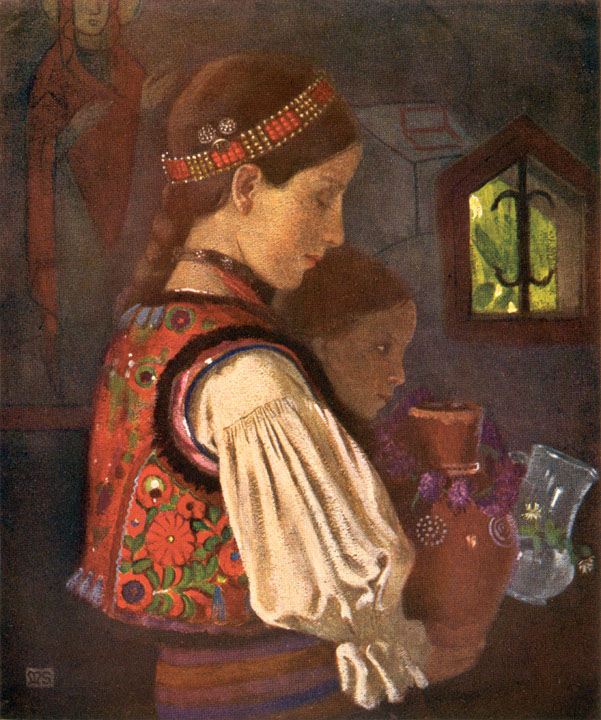
Roemeense kinderen brengen water aan de zaligen in de Griekse kerk